# Semaeopus semicaeca
Semaeopus semicaeca là một loài bướm đêm trong họ Geometridae.